# Râul Vîcegda
Vîcegda este un râu în nord-vestul Rusiei, în Republica Komi și Regiunea Arhanghelsk. Cursul de apă, cu obârșia în Colinele Timan este cel mai important afluent al Dvinei de Nord, punctul de vărsare fiind în orașul Kotlas. Are o lungime de 1130 km și un bazin hidrografic de 121.000 km2. Cel mai mare oraș de pe râu este Sîktîvkar, capitala republicii Komi.